# Leo Cushley
Leo William Cushley (ur. 18 czerwca 1961 w Airdrie) – szkocki duchowny katolicki, arcybiskup Saint Andrews i Edynburga od 2013.

## Życiorys
Święcenia kapłańskie otrzymał 7 czerwca 1985 i został inkardynowany do diecezji Motherwell. W 1994 rozpoczął przygotowanie do służby dyplomatycznej na Papieskiej Akademii Kościelnej. W 1997 rozpoczął pracę w dyplomacji watykańskiej, pracując kolejno w nuncjaturach apostolskich w Burundi (1997-2001), Portugalii (2001-2004), przy ONZ w Nowym Jorku (2004-2007) i Republice Południowej Afryki (2007-2009). Następnie w latach 2009-2013 pracował w Sekcji Spraw Ogólnych Sekretariatu Stanu Stolicy Apostolskiej.
24 lipca 2013 papież Franciszek mianował go arcybiskupem metropolitą Saint Andrews i Edynburga. Sakry udzielił mu 21 września 2013 kardynał James Michael Harvey.
Paliusz otrzymał z rąk papieża Franciszka w dniu 29 czerwca 2014.